# Colfax (Iowa)
Colfax ist eine Stadt (mit dem Status „City“) im Jasper County im US-amerikanischen Bundesstaat Iowa. Das U.S. Census Bureau hat bei der Volkszählung 2020 eine Einwohnerzahl von 2.255 ermittelt.
Colfax ist Bestandteil der Metropolregion um Iowas Hauptstadt Des Moines.

## Geografie

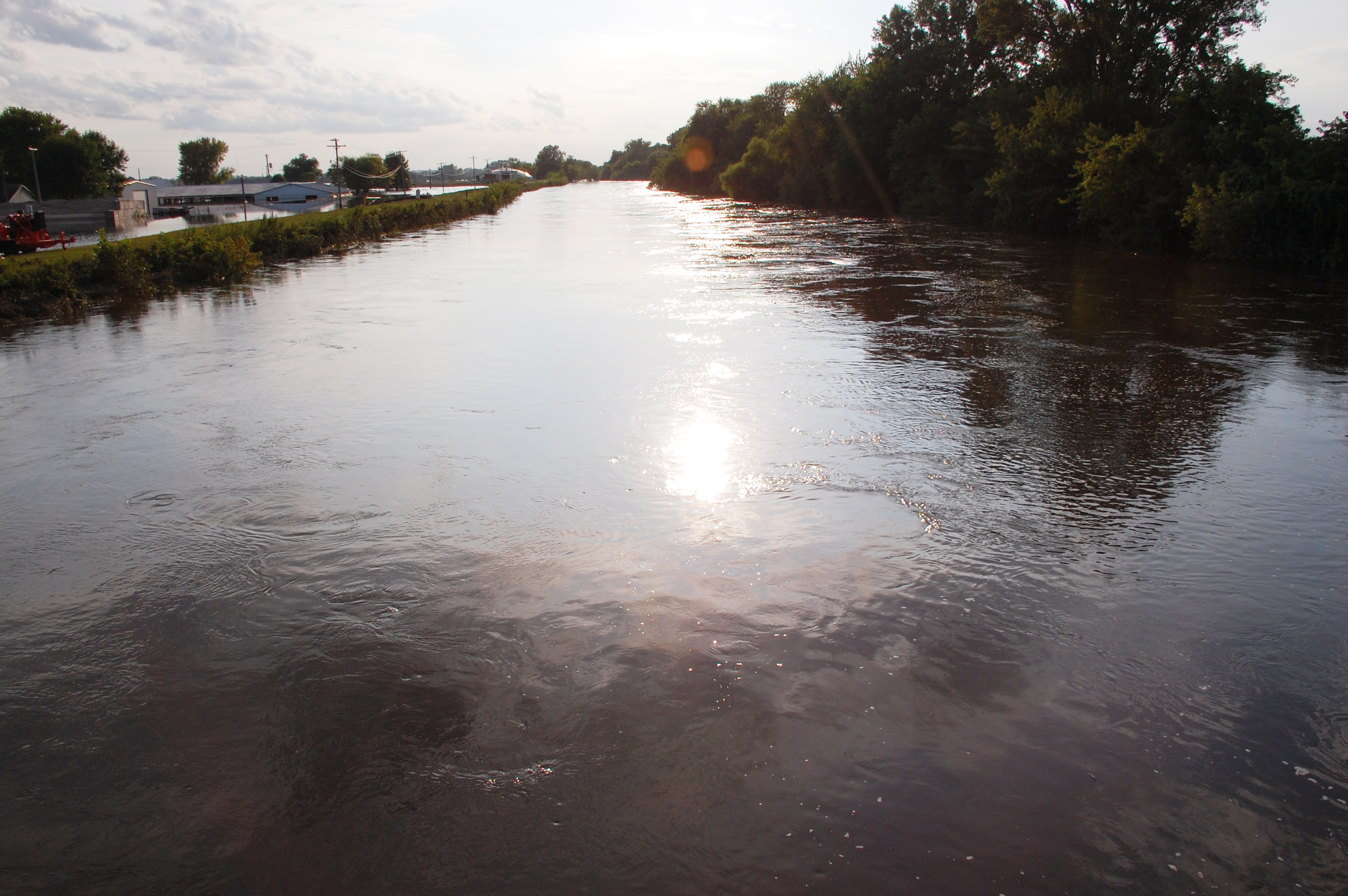
Der South Skunk River beim Hochwasser 2010

Colfax liegt im südöstlichen Zentrum Iowas, im östlichen Vorortbereich von Des Moines. Die Stadt liegt am südlichen Skunk River. Rund 140 km südlich von Colfax verläuft die Grenze zum Nachbarstaat Missouri, die Grenze zu Illinois wird rund 210 km östlich vom Mississippi gebildet, während der Missouri River rund 240 km westlich die Grenze Iowas zu Nebraska bildet.
Die geografischen Koordinaten von Colfax sind 41°40′40″ nördlicher Breite und 93°14′43″ westlicher Länge. Die Stadt erstreckt sich über eine Fläche von 4,66 km² und liegt überwiegend in der Washington Township. Zu kleineren Teilen erstreckt sich das Stadtgebiet bis in die Mound Prairie Township und die Poweshiek Township.
Nachbarorte von Colfax sind Baxter (24,1 km nordnordöstlich), Newton (20,4 km östlich), Reasnor (29,2 km südöstlich), Monroe (24,6 km südsüdöstlich), Prairie City (9,8 km südlich), Mitchellville (10,5 km westlich), Bondurant (23 km in der gleichen Richtung) und Mingo (12,1 km nordnordwestlich).
Das Stadtzentrum von Des Moines liegt 38 km westsüdwestlich. Die nächstgelegenen weiteren größeren Städte sind die Twin Cities (Minneapolis und St. Paul) in Minnesota (413 km nördlich), Rochester in Minnesota (330 km nordnordöstlich), Waterloo (158 km nordöstlich), Cedar Rapids (155 km ostnordöstlich), Iowas frühere Hauptstadt Iowa City (148 km östlich), die Quad Cities in Iowa und Illinois (232 km in der gleichen Richtung), Chicago in Illinois (499 km ebenfalls östlich), Peoria in Illinois (389 km ostsüdöstlich), Illinois’ Hauptstadt Springfield (456 km südöstlich), St. Louis in Missouri (524 km südsüdöstlich), Columbia in Missouri (365 km südlich), Kansas City in Missouri (349 km südsüdwestlich), Nebraskas größte Stadt Omaha (261 km westsüdwestlich), Nebraskas Hauptstadt Lincoln (339 km in der gleichen Richtung), Sioux City (330 km westnordwestlich) und South Dakotas größte Stadt Sioux Falls (477 km nordwestlich).

## Verkehr
Der Interstate Highway 80, der hier die kürzeste Verbindung von Des Moines nach Iowa City bildet, verläuft in West-Ost-Richtung entlang der nördlichen Stadtgrenze von Colfax. Der in Nord-Süd-Richtung verlaufende Iowa Highway 117 führt als Hauptstraße durch das Stadtzentrum. Alle weiteren Straßen sind untergeordnete Landstraßen, teils unbefestigte Fahrwege sowie innerörtliche Verbindungsstraßen.
Eine von Des Moines zum Mississippi führende Bahnlinie der Iowa Interstate Railroad (IAIS) verläuft durch das Stadtgebiet von Colfax. An der nordöstlichen Stadtgrenze befindet sich ein Güterbahnhof der IAIS.
Mit dem Newton Municipal Airport befindet sich 25 km östlich ein kleiner Flugplatz. Der nächste Verkehrsflughafen ist der 48 km westsüdwestlich gelegene Des Moines International Airport.

## Geschichte

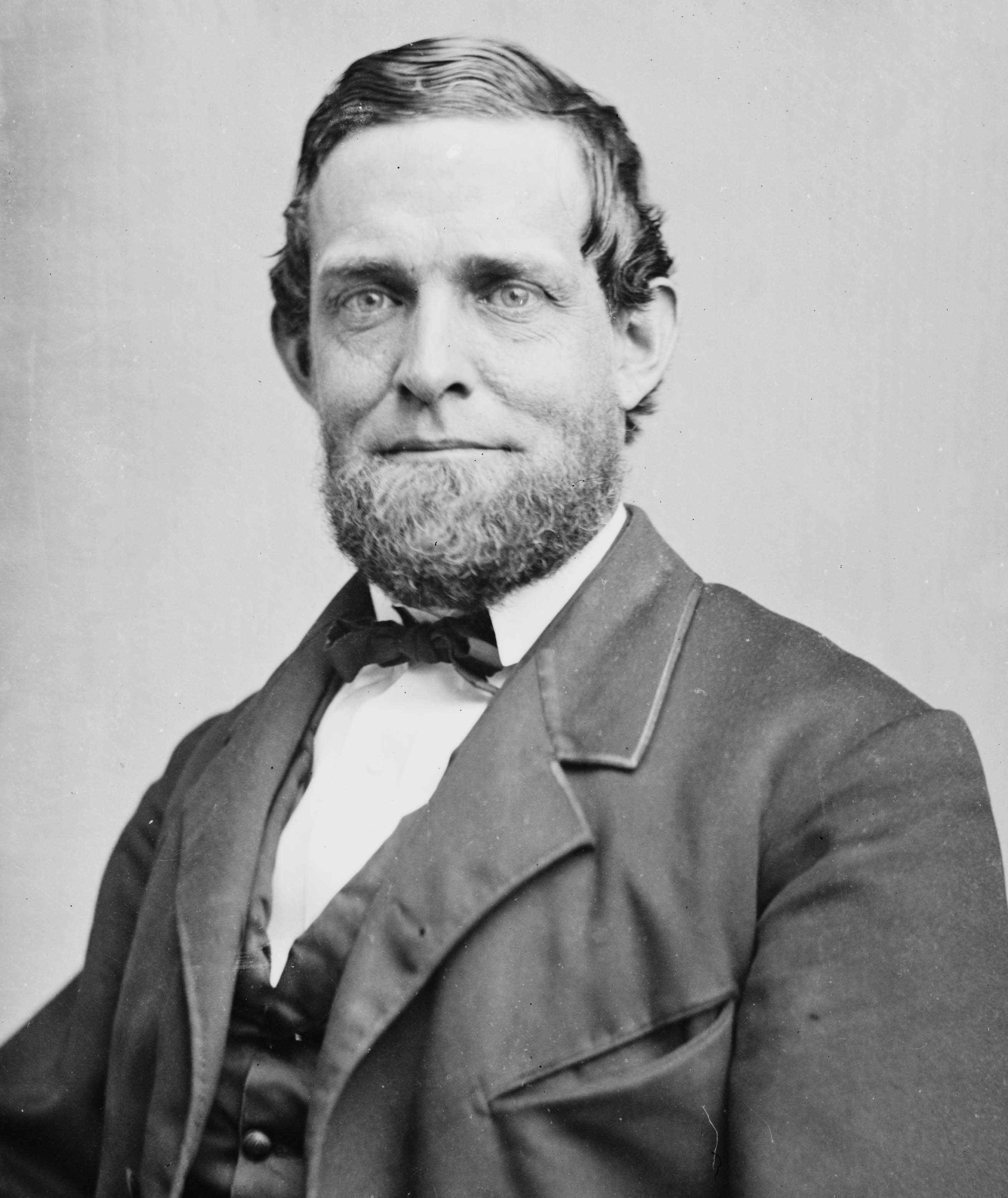
S. Colfax

Der Ort wurde im Jahr 1866 gegründet und nach dem Kongressabgeordneten und späteren 17. Vizepräsidenten Schuyler Colfax benannt. Im Jahr 1875 wurde die Siedlung als selbstständige Kommune inkorporiert.
Im gleichen Jahr begann die Förderung von Kohle in Colfax. Ein weiterer Wirtschaftszweig war die Nutzung der 14 Mineralquellen in der Gegend um die Stadt.

## Bevölkerung
Nach der Volkszählung im Jahr 2010 lebten in Colfax 2093 Menschen in 851 Haushalten. Die Bevölkerungsdichte betrug 449,1 Einwohner pro Quadratkilometer. In den 851 Haushalten lebten statistisch je 2,42 Personen.
Ethnisch betrachtet setzte sich die Bevölkerung zusammen aus 98,3 Prozent Weißen, 0,3 Prozent Afroamerikanern, 0,4 Prozent amerikanischen Ureinwohnern, 0,1 Prozent Asiaten sowie 0,1 Prozent aus anderen ethnischen Gruppen; 0,7 Prozent stammten von zwei oder mehr Ethnien ab. Unabhängig von der ethnischen Zugehörigkeit waren 0,9 Prozent der Bevölkerung spanischer oder lateinamerikanischer Abstammung.
25,0 Prozent der Bevölkerung waren unter 18 Jahre alt, 60,2 Prozent waren zwischen 18 und 64 und 14,8 Prozent waren 65 Jahre oder älter. 50,8 Prozent der Bevölkerung waren weiblich.
Das mittlere jährliche Einkommen eines Haushalts lag bei 44.551 USD. Das Pro-Kopf-Einkommen betrug 22.230 USD. 10,9 Prozent der Einwohner lebten unterhalb der Armutsgrenze.

## Bekannte Bewohner
- James B. Weaver (1833–1912) – Abgeordneter der Greenback Party und der Populist Party im US-Repräsentantenhaus (1879–1881, 1885–1889) – war Bürgermeister in Colfax
- James Norman Hall (1887–1951) – Autor – geboren und aufgewachsen in Colfax